# Francisco de Luxán y Miguel-Romero
Francisco de Luxán y Miguel-Romero(Madrid, 14 de juliol de 1798 - Madrid, 12 de juliol de 1867) va ser un polític, acadèmic, científic i enginyer de mines espanyol. Va arribar a ocupar la cartera de Foment en diferents gabinets ministerials de mitjan segle xix, en 1854, 1856 i 1863,a més de ser ministre interí de Governació entre el 25 de juny i el 9 de juliol de 1856.
Va néixer a Madrid, fill de Manuel, diputat a Corts en les Corts Constituents de Cadis de 1812, i de Manuela del Carmen Muñoz y Romero. Entre 1842 i 1843 va ser mestre de Geografia i Història de la reina Isabel II i de Lluïsa Ferranda d'Espanya.
Va ser també un dels membres fundadors de la Reial Acadèmia de Ciències Exactes, Físiques i Naturals,brigadier de l'exèrcit; capità d'artilleria; oficial del Ministeri de la Guerra; diputat a Corts per Madrid; president de la comissió encarregada de formar el mapa geològic d'Espanya; cavaller gran creu de l'Orde de Sant Hermenegild; de la de Sant Ferran de primera i segona classe; de l'Orde de l'Estrella Polar de Suècia; i condecorat amb altres creus de distinció per accions de guerra.
Entre les obres que va publicar figuren Viaje facultativo por el continente y por Inglaterra, Tratado de mineralogía i Memoria ó estudios geológicos de los terrenos de varias provincias de España. També va publicar articles per a la Revista Militar.